# قناة الفيحاء الفضائية
قناة الفيحاء قناة فضائية عراقية انطلقت في 20 يوليو 2004، وكانت قناة الفيحاء من بين أول القنوات التي ظهرت بعد حرب العراق 2003، بدأت عملها في دولة الإمارات العربية المتحدة ثم ألغيت إجازتها عام 2006 بعد أن أخلت بشروط العقد.

## التأسيس
قدَّم وفد يترأسه محمد ماشي الطائي إلى وزير الإعلام الكويتي - آنذاك - محمد أبو الحسن تصوراً عن الفضائية التي ستحمل اسم «الفيحاء»، وأخبره بأن تمويلها مشترك بين بعض الأثرياء العراقيين في الخارج، إضافة إلى منحة من الكونغرس الأمريكي تمت الموافقة عليها بالفعل.
في أكتوبر 2006 تقدمت اليمن بطلب عبر الخارجية لدولة الإمارات بإغلاق قناة الفيحاء العراقية عندما كانت تبث من أبوظبي اثر تهجمها علي الرئيس اليمني علي عبد الله صالح، أصدرت بعد ذلك وزارة الإعلام الإماراتية أمراً بإغلاق قناة الفيحاء الفضائية العراقية، التي يديرها هاشم الديوان ومنعتها من بث برامجها من أبو ظبي.
في 23 يوليو 2009 اصدرت محكمة العمل البريطانية حكما بالإجماع لصالح الشاعر والاعلامي الدكتور هاشم العقابي يقضي بتغريم قناة الفيحاء الفضائية 62.678,00 جنيها استرلينيا (103.010,85 دولارا أمريكيا) تدفع للدكتور العقابي كتعويض عن الاضرار التي لحقت به جراء الاستغناء عن خدماته بصورة غير عادلة وغير قانونية.[بحاجة لمصدر]